# Saint George (Barbados)
Saint George is een van de elf parishes van Barbados. De grootste plaats is The Glebe.
Christ Church · Saint Andrew · Saint George · Saint James · Saint John · Saint Joseph · Saint Lucy · Saint Michael · Saint Peter · Saint Philip · Saint Thomas